# Wersje systemu Android
Historia wersji systemu operacyjnego Android rozpoczęła się wraz z wydaniem Androida beta w listopadzie 2007. Pierwsza komercyjna wersja, czyli Android 1.0, została wydana we wrześniu 2008. System ten doczekał się wielu aktualizacji, które krok po kroku modyfikują jego pierwotną wersję. Aktualizacje te są wydawane najczęściej w celu poprawiania błędów, zmian wizualnych, dodawania nowych funkcji i zwiększania ogólnej wydajności systemu.
Starsze wersje systemu, do Gingerbread 2.3.6 przeznaczone były dla smartfonów; wersja Honeycomb 3.0 przeznaczona była wyłącznie na tablety. Pierwszą z edycji systemu przeznaczoną zarówno dla tabletów, jak i smartfonów była Ice Cream Sandwich 4.0. KitKat 4.4 był pierwszą edycją systemu Android przeznaczoną dla smartwatchy serii Android Wear. Pierwszą edycją przeznaczoną dla telewizorów i samochodów był natomiast Lollipop 5.0 serii Android TV i Android Auto.
Najnowszą finalną wersją systemu jest Android 16, wydany 10 czerwca 2025 roku.
Najpopularniejszymi na światowym rynku wersjami Androida są (dane z grudnia 2024):
- Android 14 (36,95% użytkowników),
- Android 13 (18,81% użytkowników),
- Android 12 (13,21% użytkowników),
- Android 11 (11,89% użytkowników).

## Nazewnictwo
Pierwsze, wstępne wersje Androida zostały nazwane Astro i Bender. Nazwy te jednak nie mogły być ostatecznie użyte ze względu na spory z właścicielami owych znaków towarowych, przyjęto więc następujące nazwy:
- Apple Pie (z ang. szarlotka), wersja 1.0,
- Banana Bread (z ang. chleb bananowy), wersja 1.1[3][4].

Od kwietnia 2009 każda wersja Androida zostaje opracowana alfabetycznie pod nazwą nawiązującą do jakiegoś deseru bądź innego słodkiego produktu, każde kolejne wydanie otrzymuje kolejną literę alfabetu:
| Nazwa kodowa                                | Numery wersji | Data pierwszego wydania                                                              | Poziomy API |
| ------------------------------------------- | ------------- | ------------------------------------------------------------------------------------ | ----------- |
| Apple Pie                                   | 1.0           | 23 września 2008                                                                     | 1           |
| Banana Bread                                | 1.1           | 9 lutego 2009                                                                        | 2           |
| Cupcake                                     | 1.5           | 27 kwietnia 2009                                                                     | 3           |
| Donut                                       | 1.6           | 15 września 2009                                                                     | 4           |
| Eclair                                      | 2.0-2.1       | 26 października 2009                                                                 | 5-7         |
| Froyo                                       | 2.2-2.2.3     | 20 maja 2010                                                                         | 8           |
| Gingerbread                                 | 2.3-2.3.7     | 6 grudnia 2010                                                                       | 9-10        |
| Honeycomb                                   | 3.0-3.2.6     | 22 lutego 2011                                                                       | 11-13       |
| Ice Cream Sandwich                          | 4.0-4.0.4     | 18 października 2011                                                                 | 14-15       |
| Jelly Bean                                  | 4.1-4.3.1     | 9 lipca 2012                                                                         | 16-18       |
| KitKat                                      | 4.4-4.4.4     | 31 października 2013                                                                 | 19-20       |
| Lollipop                                    | 5.0-5.1.1     | 12 listopada 2014                                                                    | 21-22       |
| Marshmallow                                 | 6.0-6.0.1     | 5 października 2015                                                                  | 23          |
| Nougat                                      | 7.0-7.1.2     | 22 sierpnia 2016                                                                     | 24-25       |
| Oreo                                        | 8.0-8.1       | 21 sierpnia 2017                                                                     | 26-27       |
| Pie                                         | 9             | 6 sierpnia 2018                                                                      | 28          |
| Android 10 (wewnętrznie: Quince Tart)       | 10            | 3 września 2019                                                                      | 29          |
| Android 11 (wewnętrznie: Red Velvet Cake)   | 11            | 8 września 2020                                                                      | 30          |
| Android 12 (wewnętrznie: Snow Cone)         | 12-12L        | 4 października 2021                                                                  | 31-32       |
| Android 13 (wewnętrznie: Tiramisu)          | 13            | 15 sierpnia 2022                                                                     | 33          |
| Android 14 (wewnętrznie: Upside Down Cake)  | 14            | 4 października 2023                                                                  | 34          |
| Android 15 (wewnętrznie: Vanilla Ice Cream) | 15            | 15 października 2024                                                                 | 35          |
| Android 16 (wewnętrznie: Baklava)           | 16            | 18 listopada 2024 (wer. testowa) 3 czerwca 2025 (plan. wer. AOSP i na urządz. Pixel) | 36          |

22 sierpnia 2019 roku ogłoszono, że każda kolejna wersja systemu będzie nazywana po numerze wersji systemu. Pomimo tego nazwy słodyczy są nadal wykorzystywane wewnętrznie przez Google.

## Lista wersji systemu Android
| Nazwa              | Poziom API | Wersja | Data wydania         | Opis zmian |
| ------------------ | ---------- | ------ | -------------------- | --- |
| Apple Pie          | 1          | 1.0    | 23 września 2008     | - pierwsza wersja systemu Android, ukształtowanie systemu, wprowadzenie podstawowych funkcji i aplikacji |
| Banana Bread       | 2          | 1.1    | 9 lutego 2009        | - możliwość zapisywania załączników z wiadomości MMS - możliwość pokazania/ukrycia klawiatury numerycznej podczas rozmowy - możliwość pokazania opinii i szczegółów o danej firmie wyszukiwanej w aplikacji Mapy - poprawa wielu błędów jakie odkryto w wersji 1.0 |
| Cupcake            | 3          | 1.5    | 30 kwietnia 2009     | - nowa animacja ładowania systemu - dodana funkcja automatycznego obracania ekranu - obsługa widżetów, które mogą być dodane na ekranach użytkownika - obsługa zewnętrznych klawiatur ekranowych tworzonych przez programistów, wprowadzenie słownika niestandardowych wyrazów - obsługa profili Bluetooth A2DP i AVRCP, możliwość parowania telefonu z innym sprzętem posiadającym funkcję Bluetooth - możliwość nagrywania i odtwarzania filmów w formatach MP4 i 3GP - możliwość kopiowania i wklejania tekstu w przeglądarce internetowej - możliwość przesyłania filmów do serwisu YouTube i zdjęć do serwisu Picasa bezpośrednio z telefonu - możliwość automatycznego łączenia z zestawem słuchawkowym Bluetooth, gdy ten znajdzie się w zasięgu telefonu - animowane przejścia między ekranami użytkownika - wyświetlenie dokładnej daty połączenia w rejestrze połączeń |
| Donut              | 4          | 1.6    | 15 września 2009     | - dodanie narzędzi Gesture Framework i Gesture Builder - dodanie darmowego oprogramowania nawigacyjnego od Google - łatwiejsze wyszukiwanie aplikacji i możliwość obejrzenia jej zdjęć w Android Market - obsługa rozdzielczości WVGA oraz QVGA - integracja aparatu, kamery i galerii filmów/zdjęć w jednej aplikacji - galeria umożliwia zaznaczenie kilku zdjęć do usunięcia - poprawiona funkcja wyszukiwania: dodano możliwość przeszukiwania zakładek, historii, kontaktów i sieci bezpośrednio z pulpitu telefonu - poprawiono obsługę CDMA/EVDO, IEEE 802.1X, VPN i system rozpoznawania mowy - poprawiono szybkość działania aparatu fotograficznego i funkcji wyszukiwania |
| Eclair             | 5          | 2.0    | 26 października 2009 | - obsługa wielu kont email, podpięcie wielu kont email do jednej aplikacji - wyszukiwanie wiadomości SMS i MMS - Dodano kilka nowych animacji - Dodano widżet pogody - możliwość kliknięcia zdjęcia kontaktu w celu szybkiego dostępu do komunikacji - automatyczne usuwanie starych wiadomości (użytkownik określa, od którego momentu wiadomości będą kasowane) - poszerzenie możliwości aparatu przez dodanie obsługi lampy błyskowej, cyfrowego zoomu, trybu makro i możliwości zmiany balansu bieli - obsługa multitouch w klawiaturze i poprawiony słownik uczący się nowych zwrotów na podstawie częstości ich wprowadzania - wsparcie dla HTML5 w przeglądarce, podwójnie kliknięcie w ekran skutkuje zoomem obrazu - geolokalizacja - obsługa Bluetooth 2.1 - obsługa animowanych tapet - poprawione sprzętowe wsparcie dla wyświetlanej grafiki - aktualizacja Map Google do wersji 3.1.2 - odświeżenie interfejsu, optymalizacja wykorzystania zasobów telefonu |
| Eclair             | 6          | 2.0.1  | 3 grudnia 2009       | - drobne poprawki, niewielkie zmiany API |
| Eclair             | 7          | 2.1    | 12 stycznia 2010     | - poprawki błędów, poprawki API |
| Froyo              | 8          | 2.2    | 20 maja 2010         | - wprowadzona automatyczna aktualizacji aplikacji pochodzących z Android Market - optymalizacja szybkości działania systemu - wsparcie dla Flash 10.1 Mobile - poprawienie wydajności (nowy silnik V8 i JIT) - lepsza współpraca z Bluetooth - nowe biblioteki - możliwość instalacji aplikacji na karcie pamięci - płynniejszy podgląd kamery/aparatu - aplikacje mogą same robić backup swoich danych - tethering WiFi i USB - poprawienie interfejsu galerii - lepsza kontrola zoomu w aparacie |
| Froyo              | 8          | 2.2.1  | 23 września 2010     | - drobne zmiany |
| Froyo              | 8          | 2.2.2  | 22 stycznia 2011     | - usunięto poważne błędy |
| Froyo              | 8          | 2.2.3  | 21 listopada 2011    | - zaktualizowane zabezpieczenia |
| Gingerbread        | 9          | 2.3    | 6 grudnia 2010       | - uproszczono i zmieniono interfejs - zwiększono szybkość i energooszczędność - Obsługa komunikacji NFC - poprawiono zaznaczanie tekstu i funkcję kopiuj/wklej - zmiany wyglądu - wprowadzono obsługę rozmów wideo przez przednią kamerkę - poprawiono funkcję kontrolowania stanu baterii - możliwość wykonywania połączeń SIP - nowy menadżer pobierania plików w przeglądarce |
| Gingerbread        | 9          | 2.3.1  | grudzień 2010        | - poprawki dla Nexusa S |
| Gingerbread        | 9          | 2.3.2  | styczeń 2011         | - poprawki dla Nexusa S |
| Gingerbread        | 10         | 2.3.3  | 22 lutego 2011       | - drobne usprawnienia - uaktualnione API |
| Gingerbread        | 10         | 2.3.4  | maj 2011             | - wideorozmowy za pomocą Google Talk |
| Gingerbread        | 10         | 2.3.5  | 25 lipca 2011        | - poprawiona wydajność sieci w Nexus S 4G - poprawki i usprawnienia |
| Gingerbread        | 10         | 2.3.6  | 2 września 2011      | - poprawiony błąd związany z wyszukiwaniem głosowym |
| Gingerbread        | 10         | 2.3.7  | 20 września 2011     | - wsparcie usługi Google Wallet dla Nexus S 4G |
| Honeycomb          | 11         | 3.0    | 24 stycznia 2011     | - optymalizacja dla tabletów i procesorów NVidia Tegra - aplikacje Google zoptymalizowano pod duże rozdzielczości - nowe widgety - lepsze wykorzystanie większej rozdzielczości ekranu - przyciski wstecz/home/menu znajdują się na ekranie - przycisk „Apps” jest teraz w górnym rogu ekranu - akceleracja grafiki 2D |
| Honeycomb          | 12         | 3.1    | 10 maja 2011         | - obsługa urządzeń podłączanych do gniazda USB - udoskonalony mechanizm zarządzania widżetami - poprawiony multitasking |
| Honeycomb          | 13         | 3.2    | 18 lipca 2011        | - praca na 7″ urządzeniach - wsparcie dla chipsetów Qualcomm - ulepszone widżety - aktualizacje oprogramowania tj. Movie Studio, Movies czy Music |
| Honeycomb          | 13         | 3.2.1  | 20 września 2011     | - poprawki błędów i zabezpieczeń - aktualizacja dla Google Marketu pozwalająca na jego autoaktualizację - ulepszenie kompatybilności dla Adobe Flash |
| Honeycomb          | 13         | 3.2.2  | 30 sierpnia 2011     | - poprawki błędów dla Motoroli Xoom |
| Honeycomb          | 13         | 3.2.3  | 30 sierpnia 2011     | - poprawki błędów dla Motoroli Xoom |
| Honeycomb          | 13         | 3.2.4  | grudzień 2011        | - usługa Pay As You Go dla tabletów 3G i 4G |
| Honeycomb          | 13         | 3.2.5  | styczeń 2012         | - poprawki błędów dla Motoroli Xoom |
| Honeycomb          | 13         | 3.2.6  | luty 2012            | - naprawa bugu w Motoroli Xoom |
| Ice Cream Sandwich | 14         | 4.0    | 19 października 2011 | - obsługa procesorów dwurdzeniowych i rozdzielczości 720p w telefonach - optymalizacja dla procesorów TI OMAP 4 - interfejs Holo (z nową czcionką Roboto), możliwość zastąpienia przycisków obsługi gestami - nowy menedżer zadań - edytor zdjęć - Google+ 2.0 - Google Music 2.0 - Android Beam - obsługa sprzętowej akceleracji interfejsu - wbudowany edytor grafiki - łatwiejsze tworzenie folderów na ekranie domowym (metoda przeciągnij i upuść) - nowa metoda odblokowywanie: Face Unlock (polega na rozpoznawaniu twarzy) - usprawniona aplikacja aparatu |
| Ice Cream Sandwich | 14         | 4.0.1  | 21 października 2011 | - poprawki błędów dla Samsung Galaxy Nexus |
| Ice Cream Sandwich | 14         | 4.0.2  | 28 listopada 2011    | - poprawki błędów dla Verizon Galaxy Nexus |
| Ice Cream Sandwich | 15         | 4.0.3  | 16 grudnia 2011      | - naprawa błędów |
| Ice Cream Sandwich | 15         | 4.0.4  | 28 marca 2012        | - poprawa stabilności - przyśpieszenie działania kamery - płynniejsza animacja rotacji ekranu |
| Jelly Bean         | 16         | 4.1.2  | 27 czerwca 2012      | - Project Butter – poprawiono szybkość działania systemu - mniejsze zapotrzebowania zasobów sprzętowych - optymalizacja z ekranami HD w telefonach i Full HD w tabletach - optymalizacja wydajności w grach dla procesorów NVidia Tegra 3 i kart graficznych NVidia GeForce ULP - opcjonalny dual boot z Google Chrome OS - usprawniony pasek powiadomień - automatyczne dopasowywanie widgetów - poprawiona klawiatura - nowa aplikacja aparatu - dodano nowe zabezpieczenia ASLR - Google Now - usprawniony Google Play - Google Maps Offline - rozpoznawanie mowy offline - dostosowanie interfejsu do małych tabletów/dużych smartfonów (phabletów) (5 cali do 7 cali) - tryb horyzontalny |
| Jelly Bean         | 17         | 4.2    | 13 listopada 2012    | - optymalizacja z procesorami Qualcomm Snapdragon S4 Pro i kartami graficznymi Adreno 320 - logowanie się wielu użytkowników (tablety) - ulepszone Google Maps - ulepszony Dialer - ulepszony interfejs aparatu - centrum personalizacji Customization Center - wysuwane powiadomienia umożliwiające wykonywanie działania - poprawione funkcje aparatu - natywna obsługa transmisji wideo takich jak np. Miracast - widżety na ekranie blokady - aplikacja Photo Sphere umożliwiająca robienie panoram takich jak w Street View - nowa klawiatura umożliwiająca pisanie w trybie Swype |
| Jelly Bean         | 17         | 4.2.1  | 27 listopada 2012    | - dodano obsługę kontrolerów Bluetooth takich jak pady czy joysticki - naprawiono błąd z brakiem miesiąca „grudzień” w liście wyboru miesięcy przy zapisywaniu wydarzenia w aplikacji Kontakty |
| Jelly Bean         | 17         | 4.2.2  | 11 grudnia 2012      | - naprawiono błąd streamingu muzyki przez Bluetooth. - przytrzymanie ikony Wi-Fi i Bluetooth w szybkich ustawieniach powoduje włączenie/wyłączenie opcji. - odświeżone powiadomienie pobierania pliku, pokazuje ono stan procentowy i przewidywany czas do jego ukończenia - nowy dźwięk dla ładowania bezprzewodowego i powiadomienia o niskim stanie baterii - usunięto opcję pokazania wszystkich połączeń w aplikacji telefonu - nowa animacja galerii pozwala na jej szybsze otworzenie - biała lista debugowania USB - poprawki błędów i wydajności aplikacji |
| Jelly Bean         | 18         | 4.3    | 24 lipca 2013        | - nowy interfejs aparatu - obsługa Bluetooth LE i AVRCP 1.3 - obsługa rozdzielczości 4K - wsparcie dla OpenGL ES 3.0 - optymalizacja oprogramowania i wprowadzenie do kodu rozwiązania o nazwie TRIM, które odpowiada za usprawnienie działania pamięci urządzenia - wyeliminowano zacięcia animacji w domyślnym launcherze - obsługa 5 nowych języków |
| Jelly Bean         | 18         | 4.3.1  | 3 października 2013  | - drobne poprawki i udoskonalenia dla tabletu Google Nexus 7 LTE (2013) |
| KitKat             | 19         | 4.4    | 31 października 2013 | - odświeżony interfejs, półprzezroczysty pasek statusu z białymi ikonami, możliwość przejścia aplikacji w tryb widoku półprzezroczystego - optymalizacja systemu pod kątem mniej wydajnych urządzeń - możliwość wyboru domyślnej aplikacji do obsługi SMS-ów - wbudowana możliwość nagrywania ekranu - platformy programistyczne dla druku i ustawień przezroczystości interfejsu - większe możliwości dla usług aplikacji korzystających z paska powiadomień |
| KitKat             | 19         | 4.4.1  | 5 grudnia 2013       | - nowe funkcje dla aparatu w Nexusie 5 - zwiększono kompatybilność aplikacji z nowym środowiskiem ART - poprawki błędów |
| KitKat             | 19         | 4.4.2  | 9 grudnia 2013       | - dalsze rozszerzenie zabezpieczeń i poprawki błędów - usunięcie „App Ops” wprowadzonego w Androidzie 4.3 |
| KitKat             | 19         | 4.4.3  | 2 czerwca 2014       | - wyeliminowany został problem z nieoczekiwanym zamknięciem procesu mm-qcamera-daemon - wyeliminowano błędy związane z obsługą Bluetooth i podłączenia urządzenia przez USB - wyeliminowano błędy związane z MMS, Email/Exchange, Kalendarzem, Kontaktami/Dialerem, DSP, IPv6, VPN - wyeliminowano nagłe restarty urządzenia - naprawiono błędy związane z aparatem, Wi-Fi oraz przerwami w połączeniu pakietowej transmisji danych - usprawniono wczytywanie podfolderów systemowych - wprowadzono dodatkowe zabezpieczenia przed rootowaniem |
| KitKat             | 19         | 4.4.4  | 19 czerwca 2014      | - naprawiono CVE-2014-0224 - naprawiono lukę w zabezpieczeniach OpenSSL |
| Lollipop           | 21         | 5.0    | 3 listopada 2014     | - całkiem nowy przebudowany interfejs, nowy design (Material Design) - dłuższa żywotność baterii (Project Volta) - powiadomienia pojawiające się bezpośrednio na ekranie blokady - środowisko uruchomieniowe aplikacji ART (zniesienie Dalvika) - nowe i przyjemniejsze zabezpieczenia (Personal Unlocking) - większa stabilność systemu - większe możliwości dla usług aplikacji korzystających z paska powiadomień - wsparcie dla 64-bitowych procesorów - optymalizacja dla procesorów NVidia Tegra K1 - Android Auto - Bluetooth 4.1 - Android TV |
| Lollipop           | 21         | 5.0.1  | 2 grudnia 2014       | - poprawa błędów, w tym rozwiązanie problemów z odtwarzaniem video i obsługa błędnie wprowadzonego hasła |
| Lollipop           | 21         | 5.0.2  | 19 grudnia 2014      | - poprawka dla funkcji TRIM - zmieniony sposób wybudzania procesora przez alarm |
| Lollipop           | 22         | 5.1    | 9 marca 2015         | - niezawodny mechanizm zabezpieczający urządzenie przed zgubieniem lub kradzieżą - wsparcie dla smartfonów obsługujących wiele kart SIM - HD Voice przez sieć LTE (VoLTE) dla kompatybilnych urządzeń - poprawki stabilności i wydajności |
| Lollipop           | 22         | 5.1.1  | 21 kwietnia 2015     | - poprawki różnych błędów |
| Marshmallow        | 23         | 6.0    | 5 października 2015  | - nowy interfejs uprawnień - wydłużony czas pracy na baterii - całkowicie odmieniony wygląd menu, gdzie aplikacje ułożone są pionowo - App Permission – zarządzanie dostępem poszczególnych aplikacji - API dla czytników odcisków palców - tryb uśpienia Doze - płatności mobilne - możliwość odbioru uprawnień poszczególnym aplikacjom |
| Marshmallow        | 23         | 6.0.1  | 7 grudnia 2015       | - 184 nowe emoji, zmiany do 48 istniejących, inne zmiany związane z emoji - poprawiono zaznaczanie tekstu - poprawki różnych błędów |
| Nougat             | 24         | 7.0    | 22 sierpnia 2016     | - możliwość kalibracji kolorów - zoom ekranowy - platforma VR Daydream - poprawiona funkcjonalność Doze, której zadaniem jest oszczędzanie baterii - ulepszenia w przeglądarce plików - nowy kompilator JIT (75% szybsza instalacja aplikacji oraz zmniejszenie rozmiaru kodu wynikowego o 50%) - dodano obsługę obraz-w-obrazie dla Android TV - dodano obsługę Vulkan 3D API |
| Nougat             | 25         | 7.1    | 4 października 2016  | - technologia „Night Light” pozwalająca ograniczyć wyświetlanie niebieskiego światła, aby zmniejszyć zmęczenie oczu użytkownika podczas korzystania z urządzenia przy słabym świetle - poprawki wydajności wyświetlacza - ułatwiona aktualizacja systemu - obsługa okrągłych ikon - ręczny manager dysków (wskazuje pliki i aplikacje zużywające miejsce na dyskach) |
| Nougat             | 25         | 7.1.1  | 5 grudnia 2016       | - nowe emoji - możliwość wysyłania obrazków GIF z poziomu domyślnej klawiatury systemowej - menu kontekstowe dla aplikacji dostępne po przytrzymaniu jej ikony |
| Nougat             | 25         | 7.1.2  | 2 kwietnia 2017      | - poprawiona obsługa czytników linii papilarnych - poprawiony Bluetooth - alarmy zużycia energii - poprawki aparatu - poprawki regulacji głośności - usunięcie resetowania |
| Oreo               | 26         | 8.0    | 21 sierpnia 2017     | - kanały i kropki powiadomień - autowypełnianie - adaptacyjne ikony - nowe emoji - fonty XML - przypinane skróty - obraz w obrazie - wsparcie wielu ekranów - obsługa ekranów o proporcjach 1.86 - obsługa kodeków dźwięku AAudio, aptX, aptX-HD i LDAC - Java 8 API - Instant Apps – uruchamianie aplikacji nie wymagających instalacji - Google Play Protect – system bezpieczeństwa skanujący Sklep Play i smartfony pod kątem złośliwych aplikacji oraz nietypowych zachowań - Project Treble – szybkie aktualizacje systemu - WiFi Aware – komunikacja między programami i urządzeniami bez konieczności nawiązania między nimi bezpośredniego połączenia |
| Oreo               | 27         | 8.1    | 26 października 2017 | - nowe API do obsługi sieci neuronowych (Neural Networks API) - nowa wyszukiwarka w ustawieniach - poziom baterii urządzenia Bluetooth - nowe menu od włączania i restartowania telefonu - ikonki Oreo w systemie (zamiast O) - biały pasek nawigacji w ustawieniach - blednące przyciski nawigacji (jeśli nic nie robisz kilka sekund) |
| Pie                | 28         | 9      | 6 sierpnia 2018      | - Adaptive Battery – Automatycznie zamyka aplikacje, których nie będziemy używać, oszczędzając energię. - Nowe menu zasilania i głośności - Wprowadzenie możliwości zastąpienia paska nawigacji gestami - Adaptive Brightness – Automatycznie dostosowuje jasność ekranu w zależności od warunków - App Actions – System przewiduje, co chcesz zrobić, i wyświetla skróty do aplikacji - Slices – Podczas wyszukiwania proponuje akcje dla danej aplikacji - Digital Wellbeing – Zestaw funkcji pomagających w skupieniu się na zadaniu, bez spoglądania na ekran smartfona - Dashboard – Pozwala sprawdzić ile czasu spędzamy, używając danej aplikacji - App Timers – Pozwala na ustawienie limitu czasu dla danej aplikacji - Wind Down – Tryb, który zmienia ekran w monochromatyczny oraz włącza funkcję „nie przeszkadzać”, aby zniechęcić użytkownika do korzystania ze smartfona przed snem - Natywne wsparcie dla Notcha (wcięcia w ekranie) - Wyświetlanie godziny po lewej stronie ekranu - Nowy panel ustawień |
| 10                 | 29         | 10     | 3 września 2019      | - Wprowadzono zezwolenia do używania zdjęć, wideo oraz lokalizacji przez aplikacje w tle. - Aplikacje uruchomione w tle nie mogą zmienić się na pierwszoplanowe. - Dodanie skrótu, który umożliwia bezpośrednie udostępnienie treści kontaktom. - Dynamiczny format głębi dla zdjęć, który umożliwia zmianę rozmycia tła po zrobieniu zdjęcia. - Obsługa kodeków wideo AV1, formatu wideo HDR10+ i kodeka audio Opus. - Lepsza obsługa uwierzytelniania biometrycznego w aplikacjach. - Obsługa protokołu zabezpieczeń Wi-Fi WPA3. - Obsługa składanych telefonów. - Wsparcie dla bąbelków powiadomień. - Możliwość zmiany koloru wiodącego przy użyciu ustawień deweloperskich (zmienia się dzięki temu wiele elementów kolorystyki systemu) - Dodano nową nawigację przy użyciu gestów - Szacowanie, kiedy bateria się rozładowuje – po rozwinięciu belki powiadomień obok stanu baterii pojawi się godzina, która pozbawi użytkownika dostępu do telefonu lub zużycia energii według sposobu użytkowania urządzenia - Wireless PowerShare, czyli możliwość bezprzewodowego ładowania innych urządzeń z tyłu urządzenia - Udostępnianie internetu za pomocą kodu QR - 65 nowych emoji - Cyfrowy dobrostan jest teraz połączony z kontrolą rodzicielską - Zarządzanie trybami w zasobniku aparatu - Focus Mode – blokowanie aplikacji, żeby nie przeszkadzały - Nowy pasek postępu muzyki - Ulepszono nagrywanie ekranu poprzez dodanie możliwości wyświetlenia pływającego bąbelka i dostosowania jego wielkości - Można teraz zmienić balans zarówno na lewym, jak i na prawym kanale dźwiękowym - Bezpośrednie sterowanie uprawnieniami aplikacjami - Podświetlenie krawędziowe - Tryb obsługi jedną ręką - Możliwość zastosowania trybu ciemnego w tapecie i aplikacjach |
| 11                 | 30         | 11     | 8 września 2020      | - Lepsze wsparcie dla sieci 5G, zagiętych wyświetlaczy, Notchy i składanych smartfonów - Funkcję nagrywania ekranu można teraz znaleźć we wielu nakładkach systemowych (aby to zrobić w Androidzie 11, należy nacisnąć ikonkę w Szybkich ustawieniach, wtedy pojawi się czerwona ikonka sygnalizująca rejestrowanie ekranu) - Możliwość ustawienia harmonogramu trybu ciemnego - W panelu udostępnienia można teraz przypiąć dowolną aplikację - Możliwość dodania załącznika z poziomu powiadomień, gdy chcemy odpowiedzieć na jakąkolwiek wiadomość (pojawi się w kolejnych wersjach Beta) - Tryb Kylo Rena – możliwość zatrzymania muzyki gestem (tylko w telefonach Google Pixel) - Opcja jednorazowej zgody na dane uprawnienie (gdy wybrana zostanie ta opcja, aplikacja będzie zawsze pytać o dane uprawnienie) - Włączenie trybu samolotowego przy podłączonych słuchawkach nie wpływa na działanie jak Bluetooth - Wyświetlanie powiadomień w formie dymków/czatów, tak jak w aplikacji Messenger - Wszystkie czaty są teraz wyświetlane u góry, w panelu powiadomień, w zakładce rozmowy, na samym dole zakładka z powiadomieniami wyciszonymi, reszta pojawia się pomiędzy tymi dwiema zakładkami |
| 12                 | 31         | 12     | 4 października 2021  | - Łatwiejsze udostępnianie WiFi. - Obsługa obrazów AVIF. - Material You, zaktualizowany język projektowania oparty na Material Design. - Przewijanie zrzutu ekranu. - Powiększenie obszaru może powiększać dowolną zawartość na urządzeniu. - Skala szarości. - Możliwość zezwolenia aplikacji na dostęp do dokładnej lub przybliżonej lokalizacji. - Wskaźniki i przełączniki dostępu do mikrofonu i kamery. - Panel prywatności. - Gesty mogą działać w trybie immersyjnym. |
| 12                 | 32         | 12L    | 7 marca 2022         | - Ulepszenia oraz modyfikacje interfejsu użytkownika specyficzne dla ekranów składanych telefonów, tabletów, komputerów stacjonarnych i Chromebooków. |
| 13                 | 33         | 13     | 15 sierpnia 2022     | - Aplikacje muszą teraz uzyskać uprawnienie od użytkownika, zanim będą mogły wysyłać powiadomienia. - Liczba aktywnych aplikacji jest teraz wyświetlana na dole panelu powiadomień, stuknięcie w nią otwiera szczegółowy panel, który pozwala użytkownikowi zatrzymać każdą z nich. - Wsparcie dla Bluetooth LE Audio i kodeka audio LC3. - Aktualizacja ART z nowym garbage collectorem (GC) wykorzystującym wywołanie systemowe userfaultfd w systemie Linux. Zmniejsza on nacisk na pamięć, rozmiar skompilowanego kodu, i zapobiega ryzyku zabicia aplikacji z powodu małej ilości pamięci podczas GC. Inne zmiany również poprawiają uruchamianie aplikacji, zmniejszają śmieci i poprawiają wydajność. Ze względu na projekt Mainline, Android 12 ART również zostanie zaktualizowany. - Wsparcie dla standardu MIDI 2.0. |
| 14                 | 34         | 14     | 4 października 2023  | - Aplikacje dostosują treść komunikatu wyświetlanego użytkownikowi na podstawie wybranej przez niego płci. - Możliwość określenia preferencji regionalnych co do jednostki temperatury, typu kalendarza, pierwszego dnia tygodnia oraz systemu liczbowego. - Wdrożono ułatwienia dostępu w postaci szerszych możliwości skalowania tekstu, jego dostosowania względem powiększonego obrazu oraz integracji migania ekranu i lampy błyskowej z powiadomieniami systemu. - Uruchomienie aplikacji których platforma docelowa jest starsza niż Android Marshmallow jest domyślnie zablokowane. - Wdrożono menadżer poświadczeń uwierzytelniania oraz mechanizmy umożliwiający logowanie się do usług przy użyciu przechowywanych tą metodą poświadczeń. |
| 15                 | 35         | 15     | 15 października 2024 | - Zmodyfikowano przestrzeń prywatną pozwalająca ukryć prywatne aplikacje. - Wprowadzono funkcję ochrony w razie kradzieży. - Wdrożono funkcję nagrywania ekranu dla pojedynczej aplikacji. - Dodano nowy panel kontroli głośności. - Dodano nową funkcję „wibracje adaptacyjne”. |